# Amniocentesis

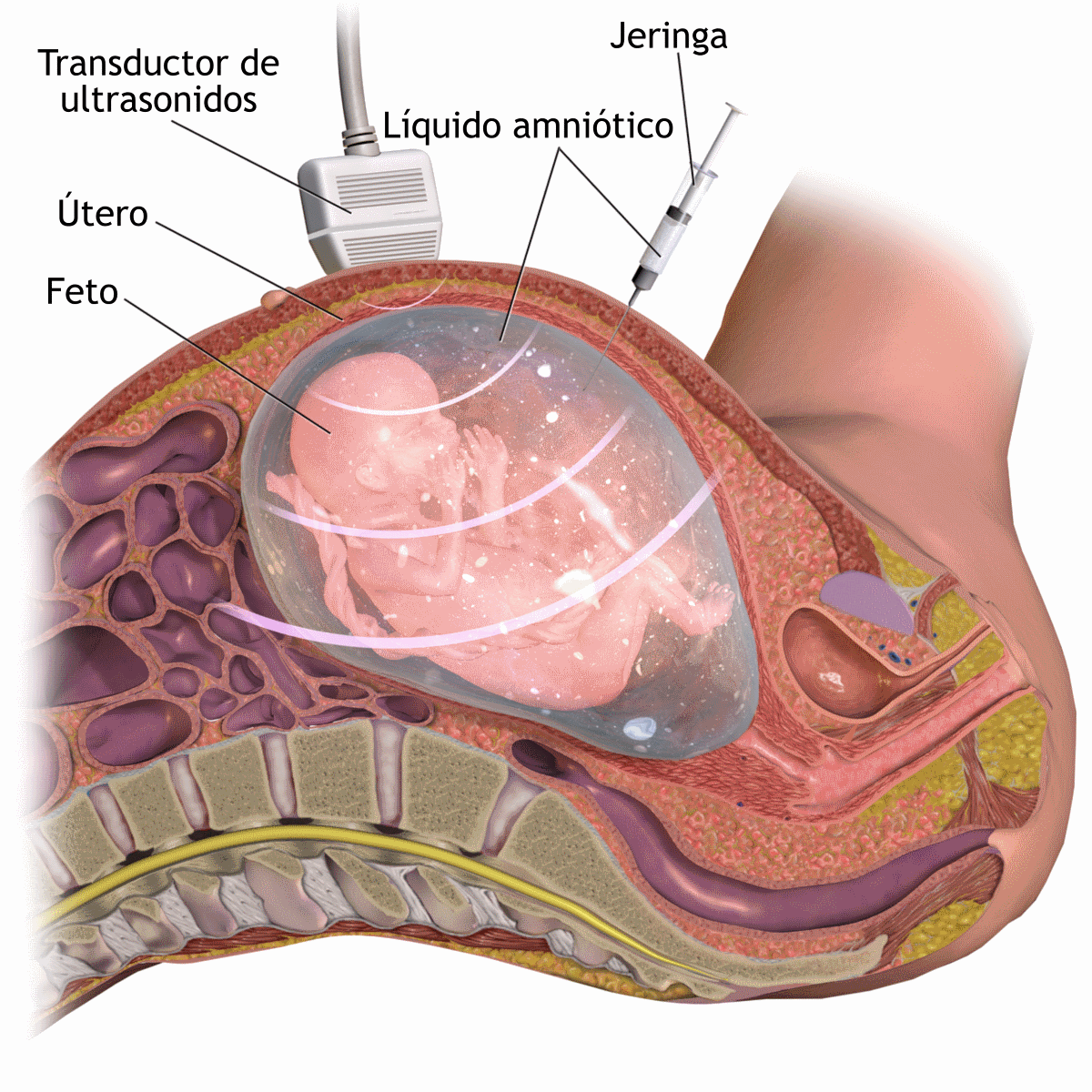
Esquema de una Amiocentesis.

La amniocentesis es una prueba prenatal común en la cual se extrae una pequeña muestra del líquido amniótico que rodea al feto para analizarla.

## Características
La amniocentesis se utiliza con frecuencia durante el segundo trimestre de embarazo (por lo general entre 15 y 18 semanas después del último período menstrual de la mujer) para diagnosticar o, con mucha mayor frecuencia, descartar la presencia de ciertos defectos cromosómicos y genéticos. Se trata de una prueba rutinaria y se realiza únicamente si el médico sospecha alguna anomalía que no pueda detectarse mediante otras pruebas, lo cual constituiría una interferencia seria en el embarazo. Las células desprendidas y que flotan en dicho líquido sirven para obtener un recuento exacto de cromosomas y para detectar cualquier estructura cromosomática anormal. También es posible determinar la cantidad de oxígeno y dióxido de carbono presentes en el líquido y averiguar si el feto está recibiendo suficiente oxígeno o corre algún riesgo. En casos de incompatibilidad Rh, el contenido de bilirrubina en el líquido indicará si el bebé requiere una transfusión intrauterina. 
La amniocentesis se realiza para determinar si el bebé tiene:
- Alguna aneuploidía (cambio en el número de cromosomas) como el síndrome de Down (trisomía del par 21).
- Alguna enfermedad que afecte las funciones metabólicas, neurológicas, etc.

El sexo del bebé se puede determinar estudiando algunas células de la piel, y así es posible averiguar si ha heredado algún trastorno relacionado con el sexo. No obstante la finalidad de este procedimiento no es conocer el sexo del feto y tras su realización existe un cierto riesgo de aborto (por hemorragia o infección) por lo que si no hay una indicación médica no se recomienda su realización.

## Amniocentesis y células madre
Recientemente se demostró que el líquido amniótico contiene células de tejidos embrionarios y extra embrionarios diferenciadas y no diferenciadas derivadas del ectodermo, del mesodermo y del endodermo. La tipología y las características de las células del líquido amniótico varían según el momento de la gestación y en función de la existencia de posibles patologías fetales.
Algunos estudios (por ejemplo de Paolo De Coppi, Antony Atala, Giuseppe Simoni) demuestran la presencia de células madre fetales mesenquimales con potencial diferenciador hacia elementos celulares derivados de tres hojas embrionarias. Son células que se expanden fácilmente en cultivo, mantienen la estabilidad genética y se pueden inducir a la diferenciación.... y por eso representan una nueva fuente de células que podría tener múltiples aplicaciones en ingeniería de los tejidos y en la terapia celular, sobre todo para el tratamiento de anomalías congénitas en el periodo perinatal.
Las células madre de líquido amniótico no presentan controversia ética y es posible recuperarlas si se conservan en bancos para uso propio.

## Riesgos de la amniocentesis
Realizada por un experto y con la ayuda de un escáner por ultrasonido, para determinar la posición de la placenta y del bebé, el riesgo de aborto es menor que con la prueba de la biopsia corial transvaginal (2%), pero es el mismo que el de la biopsia corial transabdominal (0.8 %).[cita requerida]

## Resultados
Los resultados de la amniocentesis tardan unas tres semanas. Aparte de esto existe una prueba genética, denominada FISH (Hibridación fluorescente in situ), con la cual en 48 h, podemos saber si el feto tiene alteraciones en los pares de cromosomas, 21, 18, 13 o alteraciones en los cromosomas sexuales X e Y, a la vez que nos informa del sexo fetal. 
La prueba puede enfocarse a determinadas regiones cromosomales, no dándonos información de las restantes.
Otro problema habitual en la amniocentesis es la presencia de mosaicismo en las células recogidas. Es muy común que se detecten casos de mosaicismo pero que no siempre van a ser correctos. De hecho, la mayoría de los mosaicismos encontrados en estas pruebas no corresponden al verdadero cariotipo del feto. Realmente se dan más casos de mosaicismo en los tejidos extraembrionarios que en los tejidos embrionarios. Normalmente se busca que una concordancia perfecta entre células de la placenta y del feto.

## Procedimiento
Tras un examen con un escáner, para determinar la posición del feto y la placenta, se inserta en el útero, sin anestésico local, una aguja larga. Se retiran unos 14 cm³ de líquido de la bolsa amniótica, que se centrifuga para separar las células desprendidas del feto del resto del líquido. Estas se cultivan durante un período de entre 2½ y 5 semanas.

## Indicaciones para una amniocentesis
- Mujer mayor de 35 años, edad a partir de la cual aumenta considerablemente el riesgo de anomalías cromosómicas.
- Antecedentes familiares de alteración cromosómica.
- Diagnóstico con vistas a interrupción del embarazo.